# Hongkong op de Olympische Winterspelen 2022
Hongkong nam deel aan de Olympische Winterspelen 2022 in Peking in China.

## Deelnemers en resultaten

### Alpineskiën
Maximaal vier deelnemers per onderdeel
Mannen
| Naam                  | Onderdeel    | 1e run         | 1e run         | 2e run         | 2e run         | Totaal         | Totaal         |
| Naam                  | Onderdeel    | Tijd           | Rang           | Tijd           | Rang           | Tijd           | Rang           |
| --------------------- | ------------ | -------------- | -------------- | -------------- | -------------- | -------------- | -------------- |
| Hau Tsuen Adrian Yung | Reuzenslalom | niet gefinisht | niet gefinisht | niet geplaatst | niet geplaatst | niet geplaatst | niet geplaatst |
| Hau Tsuen Adrian Yung | Slalom       | niet gefinisht | niet gefinisht | niet geplaatst | niet geplaatst | niet geplaatst | niet geplaatst |

Vrouwen
| Naam              | Onderdeel | 1e run         | 1e run         | 2e run         | 2e run         | Totaal         | Totaal         |
| Naam              | Onderdeel | Tijd           | Rang           | Tijd           | Rang           | Tijd           | Rang           |
| ----------------- | --------- | -------------- | -------------- | -------------- | -------------- | -------------- | -------------- |
| Audrey Alice King | Slalom    | niet gefinisht | niet gefinisht | niet geplaatst | niet geplaatst | niet geplaatst | niet geplaatst |

### Shorttrack
Mannen
| Naam          | Onderdeel | Series | Series | Kwartfinale    | Kwartfinale    | Halve finale   | Halve finale   | Finale         | Finale |
| Naam          | Onderdeel | Tijd   | Rang   | Tijd           | Rang           | Tijd           | Rang           | Tijd           | Rang   |
| ------------- | --------- | ------ | ------ | -------------- | -------------- | -------------- | -------------- | -------------- | ------ |
| Sidney K. Chu | 500 m     | 44,857 | 3      | niet geplaatst | niet geplaatst | niet geplaatst | niet geplaatst | niet geplaatst | 24     |

Albanië · Amerikaans-Samoa · Amerikaanse Maagdeneilanden · Andorra · Argentinië · Armenië · Australië · Azerbeidzjan · België · Bolivia · Bosnië en Herzegovina · Brazilië · Bulgarije · Canada · Chili · China · Chinees Taipei · Colombia · Cyprus · Denemarken · Duitsland · Ecuador · Eritrea · Estland · Filipijnen · Finland · Frankrijk · Georgië · Ghana · Griekenland · Groot-Brittannië · Haïti · Hongarije · Hongkong · Ierland · IJsland · India · Iran · Israël · Italië · Jamaica · Japan · Kazachstan · Kirgizië · Kosovo · Kroatië · Letland · Libanon · Liechtenstein · Litouwen · Luxemburg · Madagaskar · Maleisië · Malta · Marokko · Mexico · Moldavië · Monaco · Mongolië · Montenegro · Nederland · Nieuw-Zeeland · Nigeria · Noord-Macedonië · Noorwegen · Oekraïne · Oezbekistan · Oost-Timor · Oostenrijk · Pakistan · Peru · Polen · Portugal · Puerto Rico · Roemenië · San Marino · Saoedi-Arabië · Servië · Slovenië · Slowakije · Spanje · Thailand · Trinidad en Tobago · Tsjechië · Turkije · Verenigde Staten · Wit-Rusland · Zuid-Korea · Zweden · Zwitserland
Russische ploeg